# Dale Walters
Dale Walters, född den 27 september 1963 i Port Alice, British Columbia, är en kanadensisk boxare som tog OS-brons i bantamviktsboxning 1984 i Los Angeles. I semifinalen besegrades han med 0-5 av mexikanske Héctor López.